# Bianba Zaxi
Bianba Zaxi (* 20. Februar 1965 in Tibet) ist ein chinesischer Bergsteiger. Er hat derzeit 13 der 14 Achttausender bestiegen.
Im Jahr 1985 stand Zaxi erstmals auf dem Gipfel des Cho Oyu. Im Jahr 1992 glückte ihm die Erstbesteigung des Namcha Barwa, ein Jahr später konnte er mit der Annapurna und dem Dhaulagiri zwei Achttausender in einem Jahr besteigen. Dies gelang ihm auch im folgenden Jahr, als er neben dem Cho Oyu auch den Shisha Pangma besteigen konnte. Es folgten Gasherbrum II im Jahr 1995, Manaslu 1996 und Nanga Parbat 1997. Im Jahr 1998 konnte er mit dem Lhotse und dem Kangchendzönga zwei hohe Achttausender in einem Jahr besteigen. Drei Jahre später erreichte Zaxi den Vorgipfel des Broad Peak. Mit den Besteigungen des Makalu 2003, K2 2004 und Gasherbrum I im Jahr 2007 hat er 13 Achttausender bestiegen. Im Jahr 2005 wurde er bei einem Steinschlag schwer verletzt.